# Railroad Tycoon
Railroad Tycoon è una serie di videogiochi ideata nel 1990 da Sid Meier.

## Elenco dei titoli
- Sid Meier's Railroad Tycoon
- Sid Meier's Railroad Tycoon Deluxe
- Railroad Tycoon II
- Railroad Tycoon 3
- Sid Meier's Railroads!

## Storia
Il primo videogioco della serie è sviluppato dalla MicroProse, già autrice di RollerCoaster Tycoon e Transport Tycoon, manageriali creati da Chris Sawyer. Il seguito Railroad Tycoon II venne convertito per Linux da Loki Software.
Nel 1998 i diritti furono acquistati dalla PopTop Software che produce due titoli della serie senza la collaborazione di Meier; l'autore della saga supervisionò l'ultimo videogioco, sviluppato dalla Firaxis Games.